# Nanyue Huairang
Nanyue Huairang (chiń. 南嶽懐譲, pinyin Nányuè Huáiràng; kor. 남악회양 Namak Hŏyang; jap. Nangaku Ejō; wiet. Nam Nhạc Hoài Nhượng; ur. 677, zm. 744) – chiński mistrz chan.

## Życiorys
Pochodził z północno-wschodnich Chin z Jinzhou z rodziny Du.
Buddyzmem zainteresował się w wieku 10 lat i opuścił rodziców, aby go praktykować. Najpierw studiował Winaję u nauczyciela winai Hongjinga. Śluby mnisie złożył w 697 r. Przez jakiś czas studiował na górze Song (chiń. 嵩山) w Henanie. Następnie studiował nauki szkoły tiantai w klasztorze Yuquan w Hubei. Tam też po raz pierwszy usłyszał o szkole chan i rozpoczął wędrówkę w celu znalezienia mistrza chan Songyuego Hui’ana. Po odnalezieniu go rozpoczął praktykę chan, w której uczynił pewne postępy. Nie był jednak zadowolony i Songyue Hui’an polecił mu Szóstego Patriarchę Huinenga.
Po ośmiu latach praktyki w klasztorze Huinenga w Caoxi w Shaozhou osiągnął oświecenie, ale jeszcze przez dalszych 7 lat przebywał w tym klasztorze praktykując chan, służąc mistrzowi i dociekając najgłębszych tajników chanu. Gdy Huineng zozbaczył go po raz pierwszy, spytał
Skąd jesteś?
Przychodzę z Song Shan (z góry Song).
Co to jest, co właśnie przyszło?
Nanyue nie potrafił odpowiedzieć.
W osiem lat później Nanyue nagle osiągnął oświecenie i poszedł zakomunikować to mistrzowi
Osiągnąłem zrozumienie.
Co to jest?
To znaczy, że rzecz straciła swój znak.
Zatem może to być uwidocznione czy też nie?
Nie mówię, że to może być uwidocznione, ale nie może być skalane.
Ta nieskalana rzecz jest tym, co wszyscy buddowie utrzymują w umyśle. Ty masz to samo i ja mam to także. Pradżniatara (skt Prajñātara) przepowiedział związek z tobą i że później wyślesz konia, który stratuje na śmierć ludzi tego świata.
W 713 r. przybył na górę Heng w prowincji Hunan, która zwana była także Nanyue. Znajdował się na niej silny ośrodek buddyzmu tiantai. Wkrótce zgromadziła się wokół niego niewielka grupa uczniów i rozpoczął nauczanie chanu.
Miał 6 oświeconych uczniów, z których najwybitniejszym był Mazu Daoyi.
11 dnia 8 miesiąca 744 r. mistrz zmarł. Otrzymał pośmiertny tytuł Mistrz chan Wielkiej Mądrości. Jego stupa otrzymała nazwę Najbardziej Zwycięskie Koło.

## Linia przekazu Dharmy zen
Pierwsza liczba oznacza liczbę pokoleń mistrzów od 1 Patriarchy indyjskiego Mahakaśjapy.
Druga liczba oznacza liczbę pokoleń od 28/1 Bodhidharmy, 28 Patriarchy Indii i 1 Patriarchy Chin.
Trzecia liczba oznacza początek nowej linii przekazu w danym kraju.
- 28/1. Bodhidharma (zm. ok. 543)
  - 29/2. Dazu Huike (487–593)
    - 30/3. Daofu
    - 30/3. Zongchi (mniszka)
    - 30/3. Daoyu
    - 30/3. Jianzhi Sengcan (zm. 606)
      - 31/4. Dayi Daoxin (579–651)|
        - 32/5. Niutou Farong (594–657) szkoła niutou
        - 32/5. Lao’an Hui’an (580–707) (Songyue) szkoła chan lao’an
        - 32/5/1. Pŏmnang (Korea)
        - 32/5. Daman Hongren (601–674)
          - 33/6. Zhishen (609–702)
          - 33/6. Yuquan Shenxiu (607–706) Północna szkoła stopniowego oświecenia
          - 33/6. Dajian Huineng (638–713) Południowa szkoła nagłego oświecenia
            - 34/7. Heze Shenhui (670–762) szkoła chan heze
            - 34/7. Yongjia Xuanjue (także jako Yisu Xuanjue) (665–713)
            - 34/7. Sikong Benjing (667–761)
            - 34/7. Qingyuan Xingsi (660–740)
            - 34/7. Nanyang Huizhong (675–775)
            - 34/7. Nanyue Huairang (677–744)
              - 35/8. Zhida chanshi (bd)
              - 35/8. Mazu Daoyi (709–788) szkoła hongzhou
                - 36/9. Nanquan Puyuan (748–835)
                - 36/9. Baizhang Huaihai (720–814)